# Елк Крик (Небраска)
Елк Крик (енгл. Elk Creek) град је у америчкој савезној држави Небраска.

## Демографија
По попису из 2010. године број становника је 98, што је 14 (-12,5%) становника мање него 2000. године.
| Група             | 2000.       | 2010.      |
| Белци             | 107 (95,5%) | 92 (93,9%) |
| Афроамериканци    | 1 (0,9%)    | 1 (1,0%)   |
| Азијати           | 0 (0,0%)    | 0 (0,0%)   |
| Хиспаноамериканци | 1 (0,9%)    | 3 (3,1%)   |
| Укупно            | 112         | 98         |